# Leucanopsis leucanina
Leucanopsis leucanina là một loài bướm đêm thuộc phân họ Arctiinae, họ Erebidae.